# Raphionacme longituba
Raphionacme longituba là một loài thực vật có hoa trong họ La bố ma. Loài này được E.A.Bruce miêu tả khoa học đầu tiên năm 1937.